# Piranga hepàtica
La piranga hepàtica (Piranga hepatica) és un ocell de la família dels cardinàlids (Cardinalidae).

## Hàbitat i distribució
Habita sabanes i boscos a les terres altes des del sud-est de Califòrnia, nord-oest i centre d'Arizona, oest de Colorado, nord de Nou Mèxic, oest de Texas, Nuevo León i Tamaulipas, cap al sud, fins al nord de Nicaragua.